# Antigua Lonja (El Puerto de Santa María)
También llamada Pescadería Vieja, la Antigua Lonja de El Puerto de Santa María presenta una amplia fachada en piedra formada por arcos de medio punto del que destaca el central rematado en su parte superior por un motivo heráldico. Conocida popularmente como El Resbaladero, data del siglo XVIII.
Durante la década de los 80 hasta la actualidad ha servido para diversos fines como restaurante, a día de hoy alberga la Discoteca Gold, regentada por la familia Montoya, familia de hosteleros procedentes de Utrera arraigados en el Puerto de Santa María. Hasta que lo compre Fofi.